# Сума (напій)
Сума (грец. Σούμα) — турецький та грецький алкогольний напій з винограду або родзинок. Популярний на островах Родос та Самос. На острові Хіос суму виготовляють з інжиру. Для виготовлення суми традиційно використовується макуха винограду. Її складають у великі діжки з морською водою та залишають бродити. За деякий час ферментовану макуху переганяють, її міцність складає більше 40 %. На відміну від ципуро і раки не містить ароматизаторів, фактично це «недоварені» раки чи ципуро, бо прянощі додаються до останніх під час другої дистиляції. Сума вважається домашнім напоєм, бо не має індустріального виробництва.